# Olympische Winterspiele 1984/Teilnehmer (Rumänien)
| Gelbes Symbol für Goldmedaillen mit stilisierten Olympischen Ringen | Graues Symbol für Silbermedaillen mit stilisierten Olympischen Ringen | Braundes Symbol für Bronzemedaillen mit stilisierten Olympischen Ringen |
| ------------------------------------------------------------------- | --------------------------------------------------------------------- | ----------------------------------------------------------------------- |
| —                                                                   | —                                                                     | —                                                                       |

Rumänien nahm an den Olympischen Winterspielen 1984 in Sarajevo mit einer Delegation von 19 Athleten (16 Männer, 3 Frauen) teil. Der Bobfahrer Dorel Cristudor wurde als Fahnenträger für die Eröffnungsfeier ausgewählt.

## Teilnehmer nach Sportarten

### Biathlon
Herren:
- Gheorghe Berdar
10 km: 41. Platz
4 × 7,5 km: 13. Platz
- Francisc Forika
10 km: 48. Platz
- Imre Lestyan
10 km: 52. Platz
20 km: 43. Platz
4 × 7,5 km: 13. Platz
- Mihai Rădulescu
20 km: 49. Platz
4 × 7,5 km: 13. Platz
- Vladimir Todașcă
20 km: 50. Platz
4 × 7,5 km: 13. Platz

### Bob
| Zweierbob: - Dorin Degan / Cornel Popescu (ROU I) 23. Platz - Ion Duminicel / Costel Petrariu (ROU II) 18. Platz | Viererbob: - Dorin Degan / Gheorghe Lixandru / Costel Petrariu / Cornel Popescu 7. Platz |

### Eisschnelllauf
Herren:
- Dezideriu Jenei
500 m: 25. Platz
1000 m: 33. Platz
- Tibor Kopacz
1500 m: 22. Platz
5000 m: 19. Platz
10.000 m: 24. Platz

### Rodeln
| Damen: - Gabriela Haja 14. Platz | Herren: - Ioan Apostol DSQ | Doppelsitzer: - Ioan Apostol / Laurențiu Bălănoiu 11. Platz |

### Ski Alpin
| Damen: - Liliana Ichim Riesenslalom: 35. Platz Slalom: DNF | Herren: - Zolt Balazs Riesenslalom: 41. Platz Slalom: DSQ - Mihai Bîră Riesenslalom: 45. Platz Slalom: DNF |

### Ski Nordisch

#### Langlauf
Damen:
- Livia Reit
5 km: 32. Platz
10 km: 42. Platz